# 128602 Careyparish
128602 Careyparish è un asteroide della fascia principale. Scoperto nel 2004, presenta un'orbita caratterizzata da un semiasse maggiore pari a 3,1204410 UA e da un'eccentricità di 0,0714616, inclinata di 15,32726° rispetto all'eclittica.